# Konstanty Sulikowski
Konstanty Sulikowski (ur. 17 marca 1827 w Krakowie, zm. 25 stycznia 1882 tamże) – polski aktor teatralny i dyrektor teatrów.

## Życiorys
Był synem krakowskiego urzędnika Hiacynta Sulikowskiego i Jadwigi z Mazgalskich. Dwukrotnie żonaty – z Marcjanną Malicką i Marią Kruczkowską (obie żony były aktorkami). Był ojcem aktorek teatru w Sosnowcu – Marii Korczak i Władysławy Ruseckiej.
W latach 1847–1856 był aktorem teatru krakowskiego. Od roku 1857 przez dwadzieścia lat występował w teatrach prowincjonalnych w Galicji, jeżdżąc z tymi zespołami także po Królestwie Polskim i Wielkopolsce. Od maja 1857 do 1859 należał do zespołu Gubarzewskiego, m.in. w Tarnowie, Nowym Sączu, Iwoniczu. W sezonie 1860-61 grał u Aleksandra Ładnowskiego, m.in. w Miechowie, Kielcach, Płocku i Radomiu. W latach 1861–1862 w zespole Tomasza Borkowskiego, m.in. w Żytomierzu i Kijowie. Zespół Borkowskiego tworzyli wówczas m.in.: Antonina Hoffmann, Maria Sulikowska (jego żona), Monikowska, Siedlecka, Linkówna, Zenopolska, Stanisław Konopka, Józef Gettlich, Antoni Krajewski, Stanisław Mikulski, Antoni Siedlecki, Sikorski. Następnie w teatrze łódzkim pod dyrekcją i mecenatem Fryderyka Sellina reżyserował przedstawienia polskie. Przez dwa lata prowadził własny teatr w Galicji. W roku 1866 zaangażował się do teatru Konstantego Łobojki. Od 1867 prowadził kilkanaście zespołów teatralnych objeżdżając wielokrotnie wszystkie zabory.
W roku 1878 wrócił na stałe do Krakowa, gdzie zmarł. Był promotorem teatru narodowego. Walczył z cenzurą (głównie w zaborze pruskim, ale i carską polityką antypolską w Królestwie). Forsował polski repertuar patriotyczny.